# Municipio de Springfield (condado de Mercer)
El municipio de Springfield  (en inglés: Springfield Township) es un municipio ubicado en el condado de Mercer en el estado estadounidense de Pensilvania. En el año 2000 tenía una población de 2.287 habitantes y una densidad poblacional de 46.0 personas por km².

## Geografía
El municipio de Springfield se encuentra ubicado en las coordenadas 41°07′29″N 80°15′05″O / 41.12472, -80.25139.

## Demografía
Según la Oficina del Censo en 2000 los ingresos medios por hogar en la localidad eran de $40,341 y los ingresos medios por familia eran $44,231. Los hombres tenían unos ingresos medios de $32,155 frente a los $19,931 para las mujeres. La renta per cápita para la localidad era de $17,493. Alrededor del 8,7% de la población estaban por debajo del umbral de pobreza.